# Эстеве Альтимирас, Иринеу
Иринеу Эстеве-и-Альтимирас (кат. Irineu Esteve i Altimiras; род. 21 июня 1996) — андоррский лыжник, участник двух Олимпийских игр (2018 и 2022) и трёх чемпионатов мира, двукратный чемпион Испании. Попадал в 10-ку лучших на этапах Кубка мира. Специализируется в дистанционных гонках. 
Уже в юниорском возрасте Иринеу зарекомендовал себя как один из сильнейших спортсменов в истории Андорры во всех видах спорта, соревнуясь на уровне лучших лыжников мира.

## Спортивная биография

### Юниорская карьера
В феврале 2013 года в возрасте 16 лет участвовал в зимнем Европейском юношеском Олимпийском фестивале в Румынии.
Принимал участие в юниорских чемпионатах мира в возрастной категории до 20 лет в 2014, 2015 и 2016 годах Лучший результат — 8-е место в скиатлоне в 2015 году в Алма-Ате. 
В 2017, 2018 и 2019 годах участвовал в юниорских чемпионатах мира в возрастной категории до 23 лет. Пять раз за три года попадал в 10-ку лучших, в том числе дважды был 4-м в гонках с раздельным стартом на 15 км в 2017 и 2018 годах, в первом случае уступив только трём россиянам (Александру Большунову, Алексею Червоткину и Денису Спицову), а во втором случае — норвежцу и двум россиянам.

### Взрослая карьера
Андорра получила квоту на одного лыжника для участия в Олимпийских играх 2014 года в Сочи, и Эстеве Альтимирас соответствовал квалификационным нормативам, но в итоге не принял участие в Играх.
Дебютировал на взрослых чемпионатах мира в возрасте 20 лет в 2017 году в Лахти. Занял 29-е место в гонке на 15 км с раздельным стартом и 33-е в скиатлоне.
В сентябре 2017 года выиграл в Италии этап Кубка мира по гонкам на лыжероллерах.
В Кубке мира дебютировал 3 декабря 2017 года в скиатлоне в Лиллехаммере, где занял 45-е место.
В 2018 году стал представителем сборной Андорры на зимних Олимпийских играх в Пхёнчхане, где занял 27-е место в индивидуальной гонке с раздельным стартом на 15 км свободным стилем. Андоррец опередил, в частности, 3 из 4 финских лыжников.
Участвовал в Тур де Ски сезона 2018/19, где занял итоговое 24-е место, причём на последнем этапе (гонке в гору) показал 10-й результат. Это было его первое попадание в десятку на Кубке мира.
На чемпионате мира 2019 года в Зефельде выступил в трёх гонках, лучший результат — 21-е место в скиатлоне.
17 марта 2019 года занял девятое место на этапе Кубка мира в Фалуне в гонке на 15 км свободным стилем с раздельного старта, уступив только норвежцам, россиянам и одному британцу.
На Олимпийских играх 2022 года выступил на трёх дистанциях: 20-е место в скиатлоне, 24-е место в разделке на 15 км и 25-е место в масс-старте на 50 км.
На чемпионате мира 2023 года в Планице занял 12-е место в скиатлоне, а затем показал лучший в карьере результат на чемпионатах мира и Олимпийских играх — седьмое место в гонке на 15 км свободным стилем. Андоррец уступил только пяти норвежцам и одному шведу.
Использует лыжи и ботинки Fischer.

## Результаты на крупнейших соревнованиях

### Зимние Олимпийские игры
| Олимпийские игры | Спринт | Командный спринт | 15 км | 15+15 км | 50 км | Эстафета |
| ---------------- | ------ | ---------------- | ----- | -------- | ----- | -------- |
| 2018 Пхёнчхан    | —      | —                | 27    | 46       | 34    | —        |
| 2022 Пекин       |        |                  | 24    | 20       | 25    | —        |

### Чемпионаты мира по лыжным видам спорта
| Чемпионат мира | Спринт | Командный спринт | 15 км | 15+15 км | 50 км | Эстафета |
| -------------- | ------ | ---------------- | ----- | -------- | ----- | -------- |
| 2017 Лахти     | —      | —                | 29    | 33       | —     | —        |
| 2019 Зефельд   | —      | —                | 22    | 21       | 29    | —        |
| 2021 Оберсдорф | —      | —                | 15    | 21       | 34    | —        |
| 2023 Планица   | —      | —                | 7     | 12       | 14    | —        |